# La Guancha
La Guancha je jednou z 31 obcí na španělském ostrově Tenerife. Nachází se v centrální části ostrova, sousedí s municipalitami La Orotava, Icod de los Vinos a San Juan de la Rambla. Její rozloha je 23,78 km², v roce 2019 měla obec 5 520 obyvatel. Je součástí comarcy Icod.